# Replikacja danych

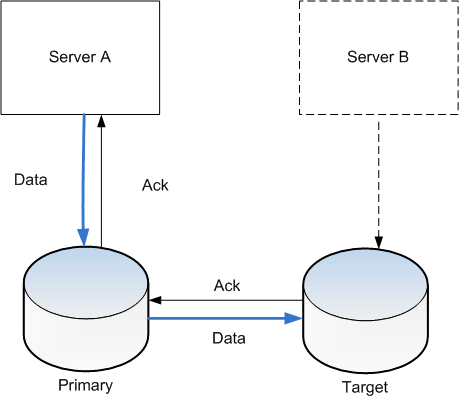
Diagram prostej replikacji jednokierunkowej.

Replikacja danych – proces powielania danych pomiędzy różnymi serwerami baz danych. Można rozróżnić następujące rodzaje replikacji:
- Replikacja migawkowa (ang. snapshot replication) – rozprowadzane dane mają stan z pewnego określonego momentu w czasie. Ten rodzaj replikacji znajduje głównie zastosowanie przy danych, które nie są często modyfikowane, jednak modyfikacje te mogą być znaczne. Zmiany pomiędzy kolejnymi wykonywanymi migawkami nie są monitorowane.
- Replikacja transakcyjna lub przyrostowa (ang. transaction replication) – dane rozprowadzane są na podstawie logów transakcji. Umożliwia to zachowanie zasady ACID, ponieważ dane modyfikowane są tylko na głównym serwerze.
- Replikacja dwukierunkowa lub łącząca (ang. merge replication) – dwukierunkowe rozprowadzanie danych; serwer realizuje transakcje zarówno od innego serwera, jak i od klientów. Transakcje realizowane przez klientów mogą być również przeprowadzone bez połączenia pomiędzy serwerami, jednak w takim przypadku w czasie synchronizacji może dojść do konfliktu, który musi być rozwiązany przez osobę przeprowadzającą aktualizację.

Replikacja danych nie musi dotyczyć jedynie systemów bazodanowych. Może odnosić się również do kopiowania danych pomiędzy serwerem a klientami. Tak skopiowane dane mogą istnieć niezależnie od danych ze źródła.